# 長谷川猪三郎
長谷川 猪三郎（はせがわ いさぶろう、1871年11月17日（明治4年10月5日） - 没年不明）は、大日本帝国陸軍軍人。最終階級は陸軍少将。位階勲等功級爵位は従三位勲三等功四級伯爵。

## 経歴・人物
兵庫県平民の鈴木和の長男として生まれ、1893年（明治26年）9月に子爵（のち元帥陸軍大将伯爵）長谷川好道の養嗣子となる。1892年（明治25年）陸軍士官学校第3期卒業。
歩兵第12旅団副官、軍事参議院副官、陸軍省人事局課員、近衛歩兵第1連隊大隊長を経て、1914年（大正3年）8月に佐倉連隊区司令官に任官し、さらに翌年の11月に陸軍歩兵大佐に昇進した。
その後、1916年（大正5年）4月に歩兵第3連隊長、1919年（大正8年）7月に陸軍少将・歩兵第32旅団長を経て、1922年（大正11年）8月に待命となり、1923年（大正12年）3月に予備役、1930年（昭和5年）4月に後備役に編入された。
養父の死去に伴い、1924年（大正13年）3月15日に伯爵を襲爵した。1947年（昭和22年）11月28日、公職追放仮指定を受けた。

## 栄典
位階
- 1895年（明治28年）11月15日 - 従七位[8]
- 1940年（昭和15年）11月1日 - 従二位[9]

勲章等
- 1940年（昭和15年）8月15日 - 紀元二千六百年祝典記念章[10]

## 著作
- 『歴史の話』世界思潮研究会、1924年。

## 親族
- 前妻：長谷川かつ（1878-1916）（長谷川好道の娘）[11]
- 後妻：長谷川トヨ（男爵外科医・佐藤達次郎の従妹）[3]
- 長男：長谷川東吉（1895-1961）[12]
- 長女：木梨芳子（男爵・木梨彜亮の妻）[3]
- 三女：門脇文子（実業家・衆議院議員門脇勝太郎の妻、離縁）[3][12]